# Parafia św. Faustyny Kowalskiej w Kłucku
Parafia świętej Faustyny Kowalskiej w Kłucku – parafia rzymskokatolicka, znajdująca się w diecezji kieleckiej, w dekanacie łopuszańskim.